# Goldbachsche Vermutung

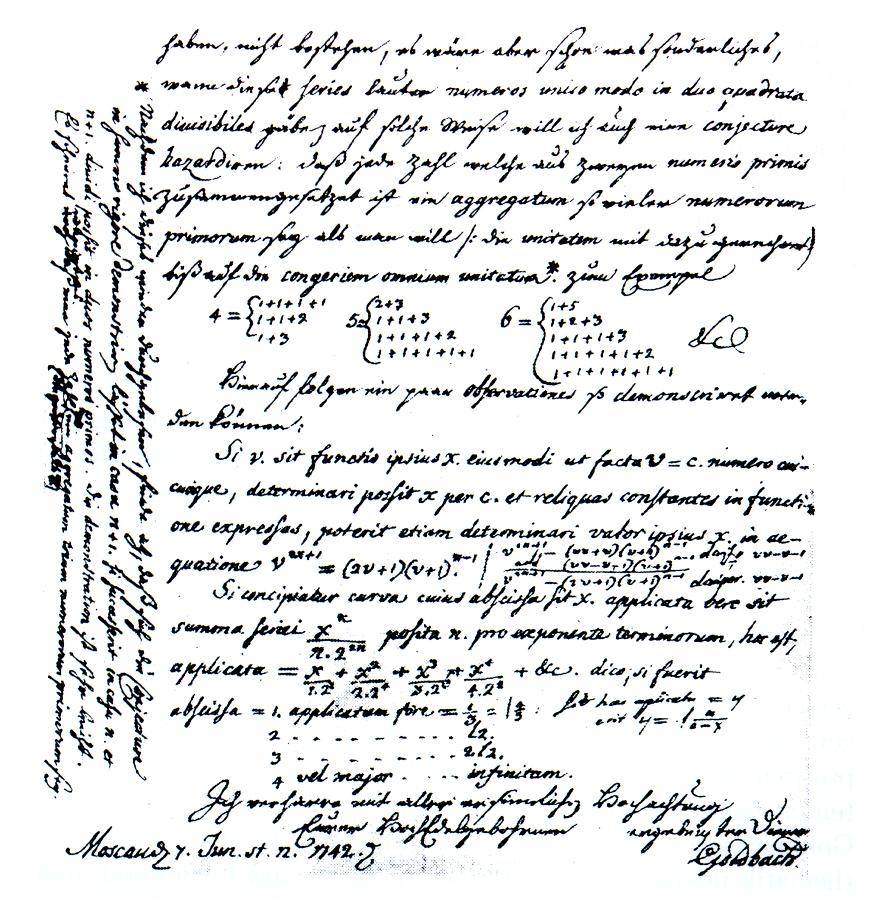
Brief von Goldbach an Euler vom 7. Juni 1742 (lateinisch-deutsch)

Die Goldbachsche Vermutung, benannt nach dem Mathematiker Christian Goldbach, ist eine unbewiesene Aussage aus dem Bereich der Zahlentheorie. Sie gehört als eines der Hilbertschen Probleme (Nr. 8b) zu den bekanntesten ungelösten Problemen der Mathematik.
Goldbach formulierte die Vermutung in einem Brief an Leonhard Euler am 7. Juni 1742. Für Lösungsversuche werden fortgeschrittene Methoden der analytischen Zahlentheorie benutzt. Wie einige andere Probleme der additiven Zahlentheorie, die sowohl die Primzahleigenschaften (multiplikative Zahlentheorie) als auch Addition natürlicher Zahlen in ihrer Formulierung umfassen, gilt sie zwar als einfach zu formulieren, aber als besonders schwierig zu beweisen.

## Starke (oder binäre) Goldbachsche Vermutung
Die starke (oder binäre) Goldbachsche Vermutung lautet wie folgt:
Jede gerade Zahl, die größer als 2 ist, ist Summe zweier Primzahlen.
Mit dieser Vermutung befassten sich bis in die heutige Zeit viele Zahlentheoretiker, ohne sie bisher bewiesen oder widerlegt zu haben.
Tomás Oliveira e Silva zeigte mittels eines Volunteer-Computing-Projekts mittlerweile die Gültigkeit der Vermutung für alle Zahlen bis 4·1018. Ein Beweis dafür, dass sie für jede beliebig große gerade Zahl gilt, ist dies nicht.
Nachdem der britische Verlag Faber & Faber im Jahr 2000 ein Preisgeld von einer Million US-Dollar für einen Beweis der Vermutung innerhalb von zwei Jahren ausgelobt hatte, wuchs auch das öffentliche Interesse an dieser Frage. Das Preisgeld wurde nicht ausgezahlt, da bis April 2002 kein Beweis eingegangen war.

## Schwache (oder ternäre) Goldbachsche Vermutung
Die schwächere Vermutung
Jede ungerade Zahl, die größer als 5 ist, ist Summe dreier Primzahlen.
ist als ternäre oder schwache Goldbachsche Vermutung bekannt. Sie ist teilweise gelöst: Denn einerseits gilt sie, wenn die verallgemeinerte Riemannsche Vermutung richtig ist, und andererseits ist gezeigt, dass sie für alle genügend großen Zahlen gilt (Satz von Winogradow, siehe Verwandte Resultate).
Am 13. Mai 2013 kündigte der peruanische Mathematiker Harald Helfgott einen mutmaßlichen Beweis der ternären Goldbachschen Vermutung für alle Zahlen an, die größer als 1030 sind. Der Beweis wurde 2015 für die Annals of Mathematics Studies in Princeton akzeptiert – eine Buchreihe – und ist bisher noch nicht vollständig erschienen und einem vollständigen Peer-Review unterzogen (Stand 2021). Helfgott beschloss dafür die Kapitel stückweise zunächst auf seiner Homepage zu dem geplanten Buch zu veröffentlichen. Der Beweis benutzt Siebmethoden (Großes Sieb), die Kreismethode von Hardy-Littlewood und Exponentialsummen nach Winogradow, alles Methoden der analytischen Zahlentheorie. Die Gültigkeit für sämtliche Zahlen unterhalb 8,875·1030 ist bereits mit Computerhilfe überprüft worden.
Aus der starken Goldbachschen Vermutung folgt die schwache Goldbachsche Vermutung, denn jede ungerade Zahl {\displaystyle u} kann als Summe {\displaystyle u=(u-3)+3} geschrieben werden. Der erste Summand {\displaystyle (u-3)} ist nach der starken Goldbachschen Vermutung Summe zweier Primzahlen ({\displaystyle u-3=a+b}), womit eine Darstellung {\displaystyle u=a+b+3} von {\displaystyle u} als Summe von drei Primzahlen gefunden ist.

## Goldbach-Zerlegungen

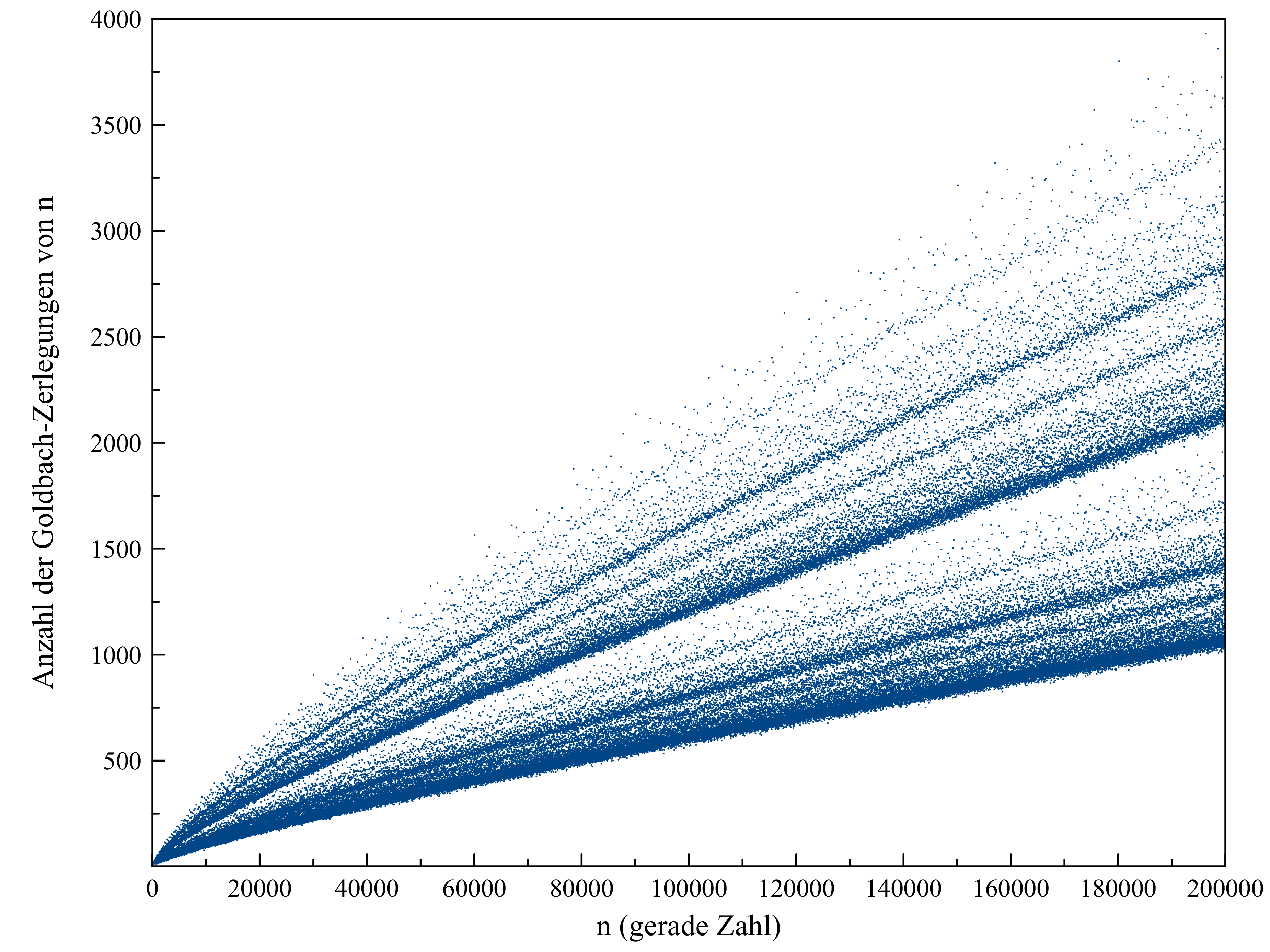
Anzahl der Möglichkeiten, die geraden Zahlen bis 200.000 als Summe zweier Primzahlen darzustellen

Als Goldbach-Zerlegung wird die Darstellung einer geraden Zahl als Summe zweier Primzahlen bezeichnet, beispielsweise ist {\displaystyle 3+5} eine Goldbach-Zerlegung der 8. Die Zerlegungen sind nicht eindeutig, wie man an {\displaystyle 18=7+11=5+13} ersehen kann. Für größere gerade Zahlen gibt es eine tendenziell wachsende Anzahl von Goldbach-Zerlegungen („mehrfache Goldbachzahlen“). Die Anzahl der Goldbach-Zerlegungen lässt sich mit Computerunterstützung leicht berechnen, siehe Abbildung.
Um die starke Goldbachsche Vermutung zu verletzen, müsste ein Datenpunkt irgendwann auf die Nulllinie fallen.
Die Forderung an eine gerade Zahl {\displaystyle n}, dass für jede Primzahl {\displaystyle p} mit {\displaystyle n/2\leq p<n} auch {\displaystyle n-p} eine Primzahl und somit {\displaystyle n=p+(n-p)} eine Goldbach-Zerlegung ist (die Zahl {\displaystyle n} also die maximale Anzahl an Goldbach-Zerlegungen besitzt), erfüllen genau die vier Zahlen 10, 16, 36 und 210. Auch die schwächere Forderung, dass für jede Primzahl {\displaystyle p} mit {\displaystyle n/2\leq p<n-1} auch {\displaystyle n-p} eine Primzahl ist, erfüllt keine Zahl {\displaystyle n>210}.

## Verwandte Resultate
- 1920 bewies Viggo Brun, dass jede genügend große gerade Zahl als Summe zweier Zahlen mit maximal neun Primfaktoren darstellbar ist.
- 1930 bewies Lew Genrichowitsch Schnirelman, dass jede natürliche Zahl die Summe von weniger als C Primzahlen ist, wobei C eine Konstante ist, die bei Schnirelman ursprünglich bei 800.000 lag und später auf 20 gedrückt werden konnte.[11]
- 1937 bewies Iwan Matwejewitsch Winogradow, dass jede ungerade Zahl, die größer als eine bestimmte Konstante ist, Summe dreier Primzahlen ist (Satz von Winogradow; schwache Goldbachsche Vermutung für den Fall genügend großer Zahlen). Einen anderen Beweis dafür gab 1946 Juri Linnik.
- 1937 bewies Nikolai Grigorjewitsch Tschudakow, dass „fast alle“ geraden Zahlen Summe zweier Primzahlen sind, das heißt, dass die asymptotische Dichte der so darstellbaren Zahlen in den geraden Zahlen 1 ist.
- 1947 bewies Alfréd Rényi, dass eine Konstante K derart existiert, dass jede gerade Zahl Summe einer Primzahl und einer Zahl mit maximal K Primfaktoren ist.
- 1966 bewies Chen Jingrun, dass jede hinreichend große gerade Zahl Summe einer Primzahl und eines Produkts höchstens zweier Primzahlen ist (Satz von Chen).[12]
- 1995 bewies Olivier Ramaré, dass jede gerade Zahl Summe von höchstens sechs Primzahlen ist.[13]
- 2012 bewies Terence Tao, dass jede ungerade Zahl größer als 1 Summe von höchstens fünf Primzahlen ist,[14] und verbesserte damit das Resultat von Ramaré.
- 2022 bewiesen Will Sawin und Mark Shusterman die Goldbach-Vermutung für Funktionenkörper.[15]

## Film
Der französisch-schweizerischen Film Die Gleichung ihres Lebens (Le théorême de Marguerite) aus dem Jahr 2023 handelt von einer Doktorandin der École normale supérieure, die den Beweis der Goldbach-Vermutungen als Promotionsthema hat.